# Narciso López
Narciso López Rodríguez (18 d'agost de 1928) és un exfutbolista mexicà.

## Selecció de Mèxic
Va formar part de l'equip mexicà a la Copa del Món de 1954.